# Acanthodactylus maculatus
Acanthodactylus maculatus е вид влечуго от семейство Гущерови (Lacertidae).

## Разпространение
Видът е разпространен в Алжир, Либия, Мароко и Тунис.